# タソス島
タソス島 （タソスとう、ギリシア語: Θάσος / Thasos, Thassos）は、エーゲ海の最北部にあるギリシャ領の島。トルコ語ではタショズ島（Taşoz）と呼ばれる。

## 地理
トラキアの沿岸とメスタ川平野に近接するが、地理学的にはマケドニアに属する。中心の町は、北岸にあるタソス（通称はリメナス）。農業（はちみつ、オリーブ、ワインを生産する）、牧畜（ヒツジ、ヤギの飼育）、漁業が行われている。

## 歴史
最初の定住者はフェニキア人で、島には金鉱があったとされる。紀元前8世紀頃、パロス島の植民地となる。その後、ローマ帝国、東ローマ帝国の支配を経て、1462年からオスマン帝国に支配された。1820年代、当時のスルタン・マフムト2世からエジプト支配者ムハンマド・アリーへ、ギリシャ独立戦争の際にエジプトが干渉を行ったことに対する褒美として、私的な封土として与えられた。エジプトによる支配は、概して穏やかで、島は繁栄を続けた（ムハンマド・アリーが、タソス島の対岸の都市カヴァラの出身であったため）。1908年、トルコに青年トルコ人革命が起こり軍政が敷かれてから、タソス島を取り巻く情勢に暗雲がたちこめた。第一次バルカン戦争中の1912年10月、ギリシャ王国海軍はタソスをギリシャの一部として要求。タソスはギリシャへ復帰する。
第二次世界大戦中の1941年、枢軸国側についていたブルガリアがタソス島を攻略。同じく東マケドニア・トラキア地域を支配下においた。ブルガリア支配時代、人々は飢えに苦しみ、若い男性たちは強制労働へかり出された。ブルガリアはトラキアを併合しようと企み、最初の段階として学校からブルガリア化を進めた。この時代、タソスはブルガリア語でTacocと呼ばれていた。タソス島の山岳高原地帯は、小規模なレジスタンス運動の舞台となった。戦後、ギリシャ内戦では共産ゲリラによって1950年まで攻撃された。

## 行政区画

### タソス県
タソス県（Περιφερειακή ενότητα Θάσου）は、東マケドニア・トラキア地方を構成する行政区（ペリフェリアキ・エノティタ）のひとつ。カリクラティス改革（2011年1月施行）にともない、広域自治体（ノモス）であったカヴァラ県の県域から分割されて設置された。タソス県はタソス市1市のみから成る。

### 自治体（ディモス）
タソス市（Δήμος Θάσου）は、東マケドニア・トラキア地方タソス県に属する基礎自治体（ディモス）である。タソス島全体をその市域とする。かつてはカヴァラ県に属していたが、カリクラティス改革（2011年1月施行）に際して分割されたタソス県に属している。カリクラティス改革では大規模な自治体統廃合が行われたが、タソス市は他の自治体との合併は行っていない。
タソス市は、以下のキノティタ（都市・村落）から構成される。表中の Δ.δ. は Δημοτικό διαμέρισμα の略であり、カポディストリアス改革による統廃合（1999年1月施行）以前の旧自治体に由来する区画である。[　] 内は人口（2001年国勢調査）を示す。
| - Δ.δ. Θάσου タソス [ 3.140 ] - ο Λιμένας Θάσου リメナス [ 3.130 ] - η Γλυφάδα [ 7 ] - η Μακρυάμμος [ 3 ] - Δ.δ. Θεολόγου [ 1.748 ] - ο Θεολόγος [ 731 ] - η Αλυκή [ 39 ] - η Αστρίδα [ 129 ] - η Θυμωνιά [ 13 ] - η Κοίνυρα (νησίδα) [ 4 ] - τα Κοίνυρα [ 104 ] - η Μονή Αρχαγγέλου [ 40 ] - το Παλαιοχώρι [ 0 ] - ο Ποτός [ 688 ] - Δ.δ. Καλλιράχης [ 1.282 ] - η Καλλιράχη [ 651 ] - η Σκάλα Καλλιράχης [ 631 ] - Δ.δ. Λιμεναρίων [ 2.452 ] - το Κάστρο [ 11 ] - τα Λιμενάρια [ 2.441 ] - Δ.δ. Μαριών [ 559 ] - οι Μαριές [ 182 ] - η Σκάλα Μαριών [ 377 ] | - Δ.δ. Παναγίας [ 849 ] - η Παναγία [ 820 ] - η Χρυσή Αμμουδιά [ 29 ] - Δ.δ. Ποταμιάς [ 1.262 ] - η Ποταμιά [ 1.216 ] - η Λεύκη [ 46 ] - Δ.δ. Πρίνου [ 1.361 ] - ο Μεγάλος Πρίνος (τ. ο Πρίνος) [ 30 ] - η Ιερά Μονή Αγίου Παντελεήμονος [ 3 ] - [ 21 ] - ο Όρμος Πρίνου [ 122 ] - ο Πρίνος (τ. οι Καλύβες) [ 1.185 ] - Δ.δ. Ραχωνίου [ 720 ] - το Ραχώνι [ 365 ] - ο Άγιος Γεώργιος(Δ.δ. Ραχωνίου) [ 149 ] - η Σκάλα Ραχωνίου [ 206 ] - Δ.δ. Σωτήρος [ 392 ] - η Σκάλα Σωτήρος [ 368 ] - ο Σωτήρας [ 24 ] |